# Ghost Hunters
Ghost Hunters är en amerikansk reality-TV-serie med Jason Hawes och Grant Wilson som visas på Syfy. I Sverige eftersänds serien på Sjuan.

## Handling
Jason Hawes och Grant Wilson är två rörmokare som ägnar fritiden åt att resa runt till hemsökta platser i USA tillsammans med personer från deras grupp, The Atlantic Paranormal Society (TAPS), som de grundat. Med hjälp av EMF-mätare (elektromagnetiska fält), infraröda kameror, digitalkameror, bandspelare och laptops så försöker de ta reda på om platsen är hemsökt eller inte.